# تابش خورشیدی

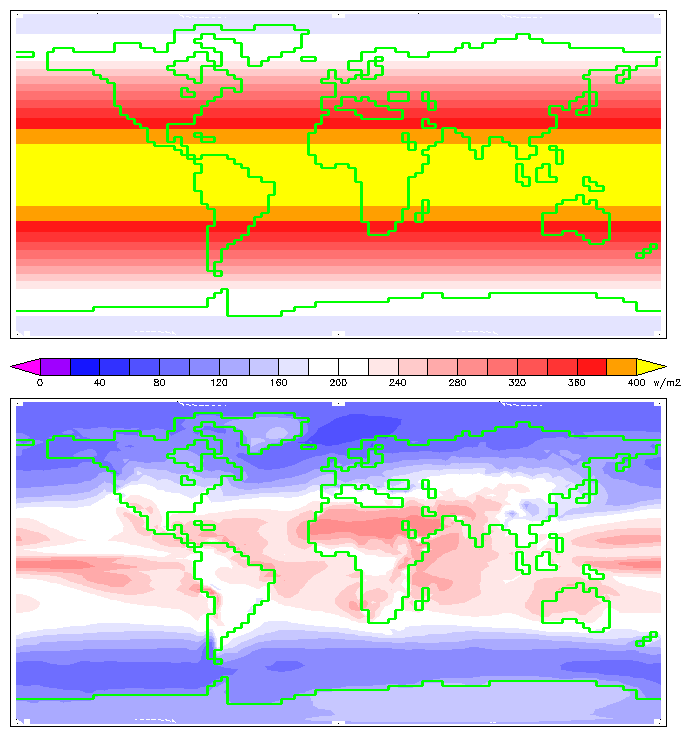
میزان تابش خورشیدی

تابش خورشیدی (به انگلیسی: Solar irradiance) به میزان قدرت تابش الکترومغناطیسی خورشید بر واحد سطح گویند. تابش خورشیدی را می‌توان در فضا یا در سطح زمین بعد از گذر اتمسفر اندازه‌گیری کرد. میزان تابش خورشیدی به فاصله از خورشید و چرخه خورشیدی بستگی دارد.

## پتانسیل تابش در قاره‌ها

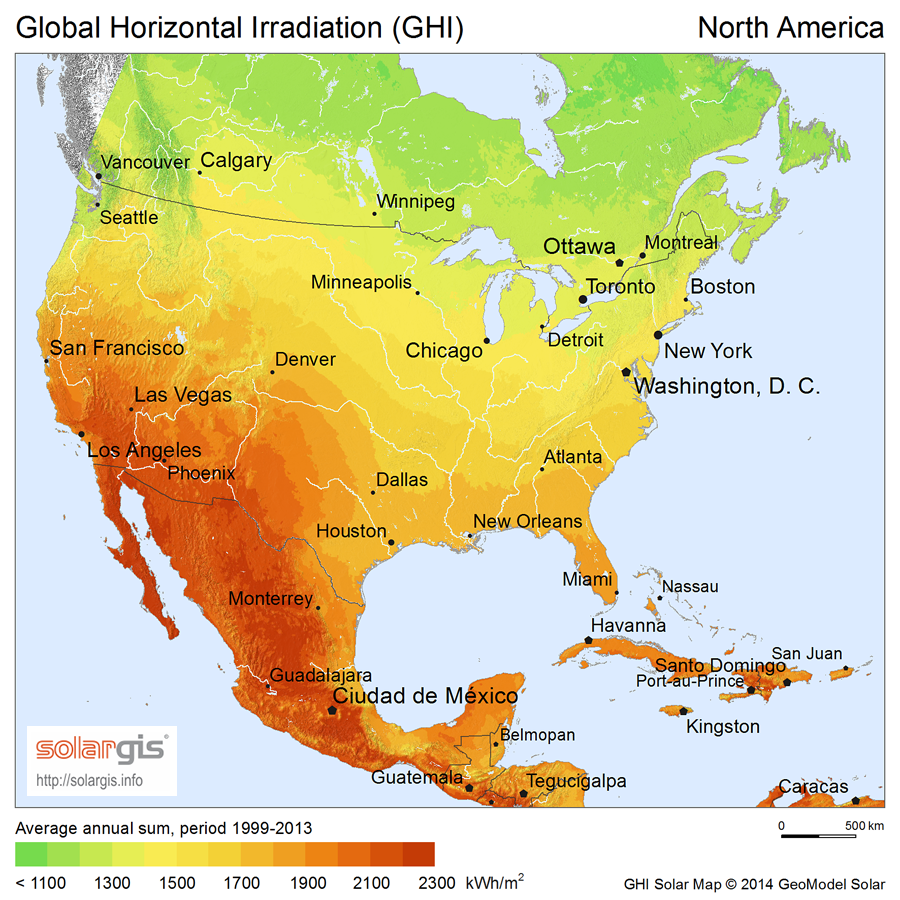
North America
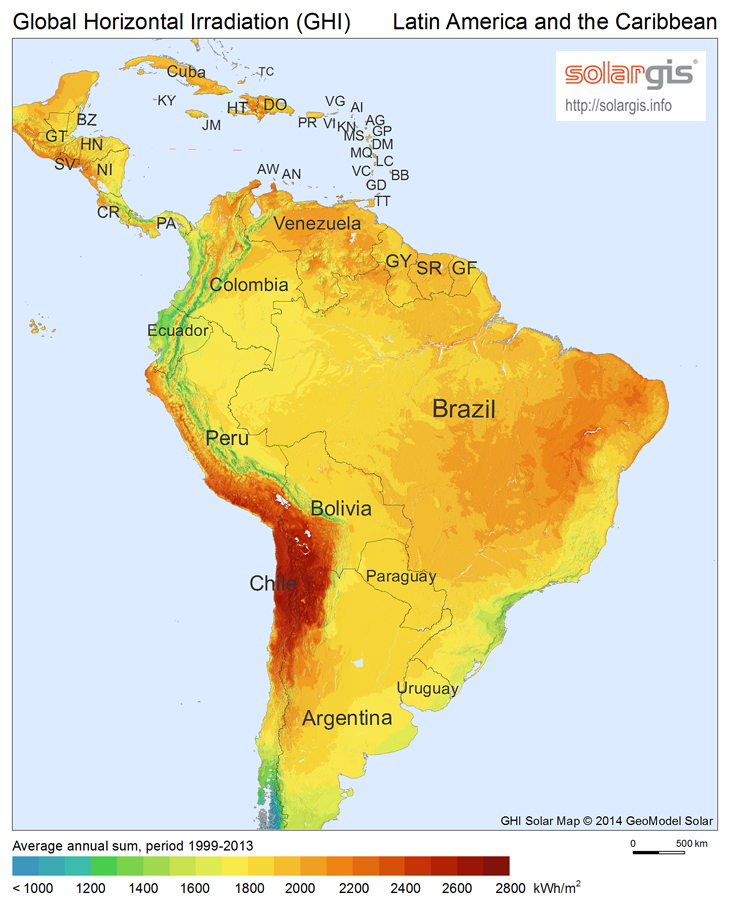
South America
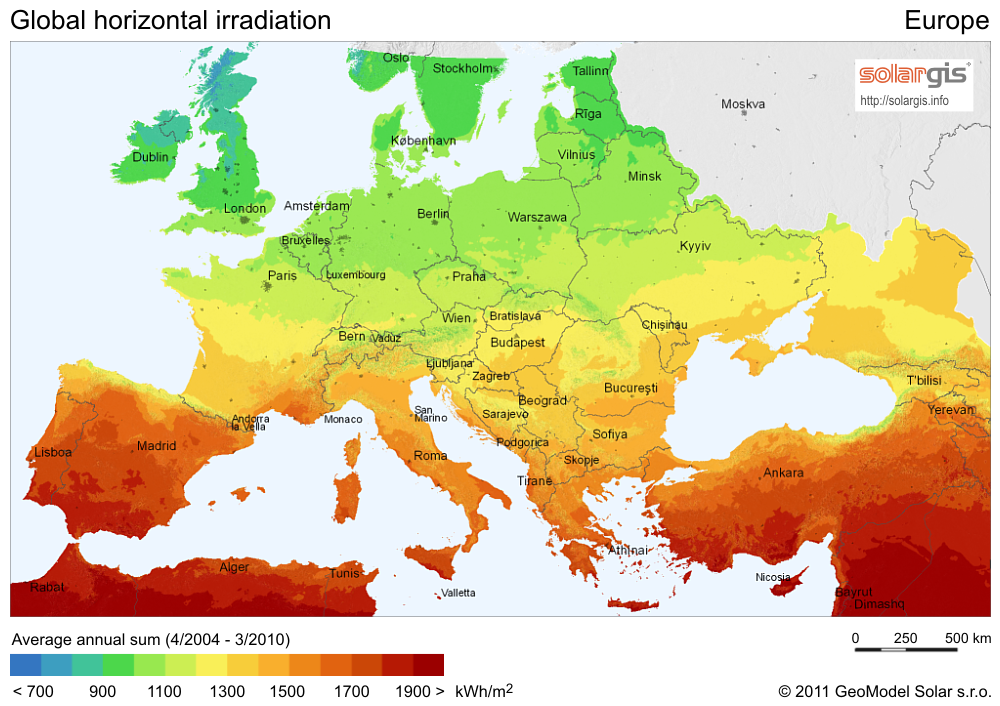
Europe
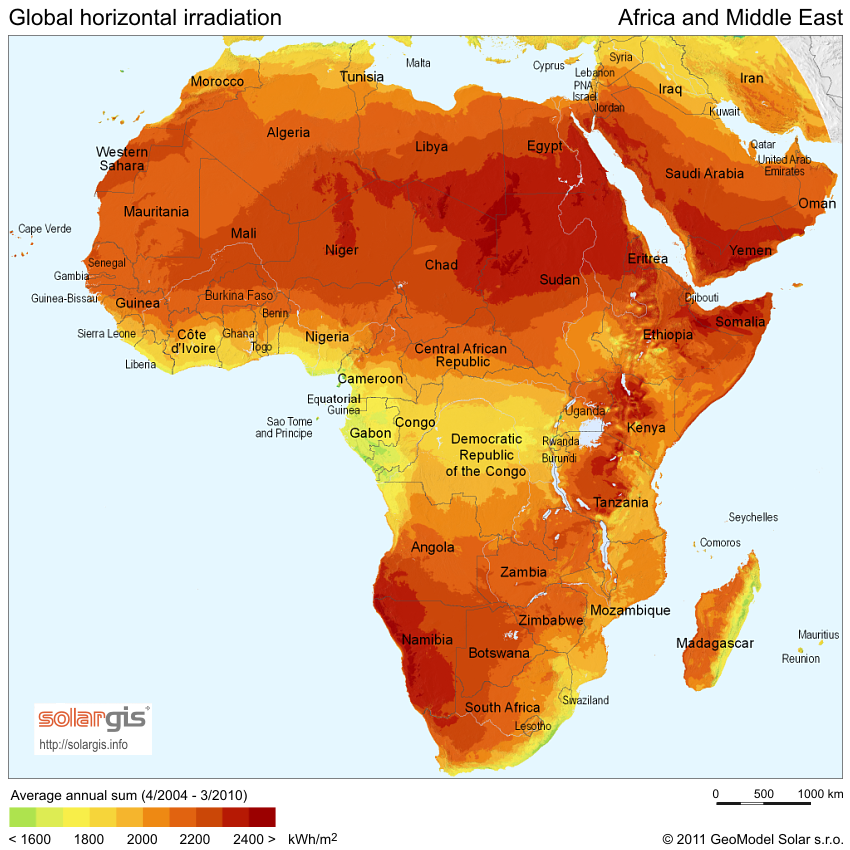
Africa and Middle East
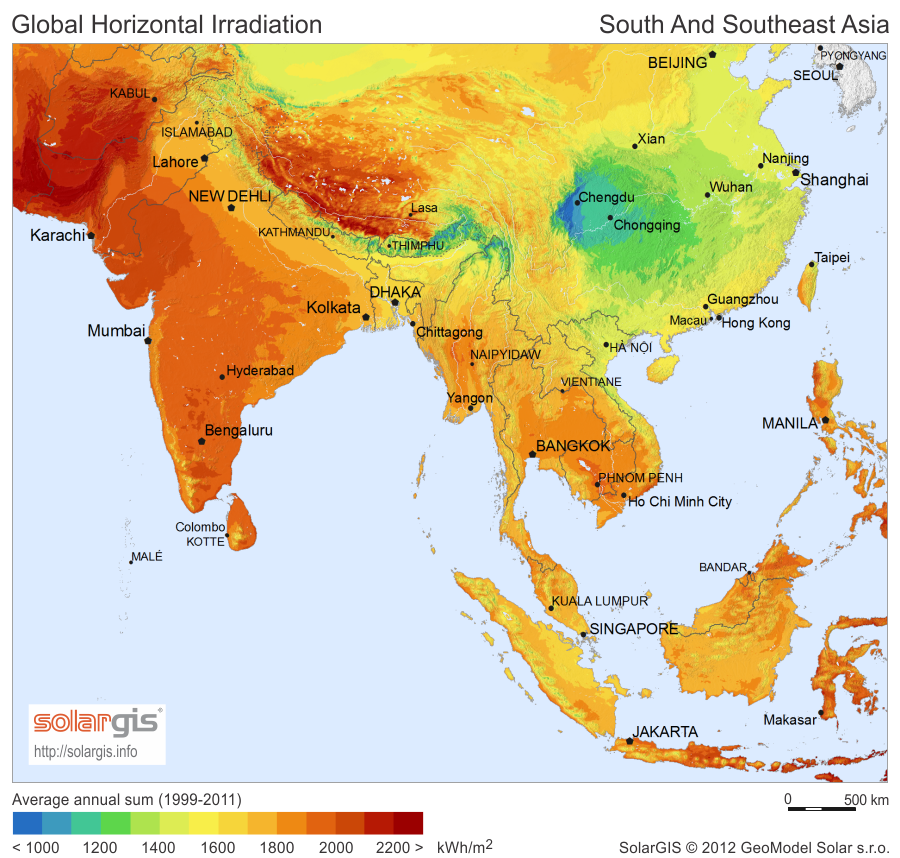
South and South-East Asia
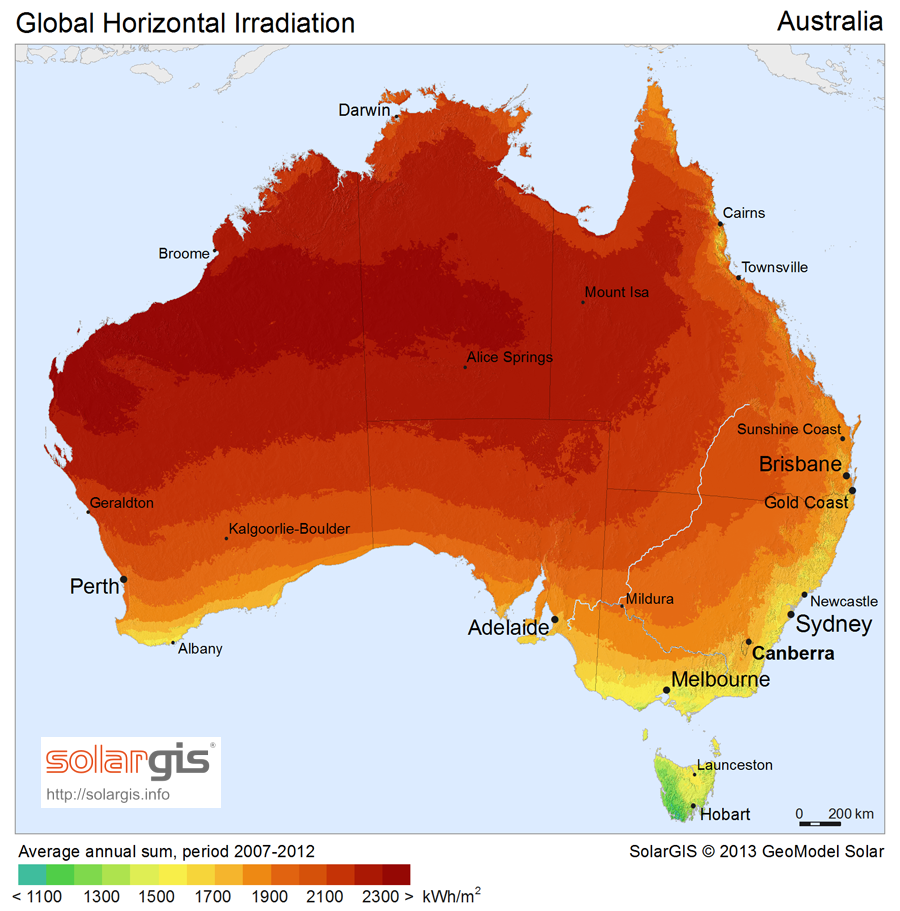
Australia